# Andre Berto
Andre Berto (* 7. September 1983 in Miami, Florida) ist ein haitianisch-US-amerikanischer Boxer, ehemaliger WBC-Weltmeister und ehemaliger IBF-Weltmeister im Weltergewicht.

## Amateur
Berto, der drei Brüder und drei Schwestern hat und in etwa 200 Amateurkämpfen boxte, gewann 2001 und 2003 die „National Golden Gloves“ und zwei Mal das PAL-Turnier. In den Jahren 2002 und 2003 belegte er jeweils einen zweiten Platz in der US-Meisterschaft.
Sein größter Amateurerfolg war ein dritter Platz im Weltergewicht bei den Amateurweltmeisterschaften 2003 in Bangkok, er unterlag dort im Halbfinale dem Kubaner Lorenzo Aragón nach Punkten.
Bei der US-amerikanischen Olympiaausscheidung 2004 wurde er disqualifiziert, als er seinen klammernden Gegner Juan McPherson zu Boden warf. Er trat daraufhin für Haiti an, schied aber in der ersten Runde knapp aus.

## Profi
2004 wurde er Profi im Weltergewicht und wurde mit seinem attraktiven Stil schnell populär. Nur seine Defensive wird von manchem Experten bemängelt. Im September 2007 gewann er einen Ausscheidungskampf der Verbände WBC und IBF gegen David Estrada und sicherte sich somit das Recht, gegen den Titelträger der WBC oder IBF boxen zu dürfen. Anschließend besiegte er den erfahrenen Deutschen Michel Trabant vorzeitig. Am 21. Juni 2008 kämpfte er gegen den Mexikaner Miguel Angel Rodriguez um den vakanten Titel der WBC. Berto gewann diesen Kampf durch einen technischen K. o. in der siebten Runde. Anschließend verteidigte er den Titel gegen die Ex-Weltmeister Steve Forbes, Luis Collazo, Juan Urango, Carlos Quintana und den zuvor ungeschlagenen Freddy Hernández insgesamt fünf Mal erfolgreich. Am 16. April 2011 verlor er den Gürtel nach einer Punktniederlage an Victor Ortiz. Doch bereits am 3. September 2011 besiegte er den amtierenden IBF-Weltmeister Dejan Zavec durch t.K.o. in Runde 5, fügte dem Slowenen die erste vorzeitige Niederlage zu und wurde somit erneut Weltmeister. Am 23. Juni 2012 sollte die Revanche gegen Ortiz stattfinden, doch der Kampf wurde abgesagt, weil Bertos Dopingtest vom Mai positiv auf Nandrolon war.
Beim Kampf um die interime WBC-WM am 24. November 2012 in Kalifornien unterlag er Robert Guerrero nach Punkten. Am 27. Juli 2013 verlor er gegen den Mexikaner Jesús Soto Karass erstmals durch K. o. in der zwölften Runde.
Im März 2015 besiegte er beim Kampf um die WBA-Interimsweltmeisterschaft den US-Amerikaner Josesito López. Gegen Floyd Mayweather Jr. (48-0) verlor er im September 2015 nach Punkten.
Den lang erwarteten Rückkampf gegen Victor Ortiz (31-5) gewann er im April 2016 durch K. o. in der vierten Runde.